# آرتاک وارطانیان
آرتاک وارطانیان (ارمنی: Արտակ Ալբերտի Վարդանյան؛  زادهٔ ۲۴ نوامبر ۱۹۶۶) یک سیاستمدار اهل ارمنستان است که از تاریخ ۲۰ آوریل ۱۹۹۸ تا تاریخ ۱۵ ژوئن ۱۹۹۹ در دولت آرمن داربینیان سمت وزیر ارتباطات و پست ارمنستان را برعهده داشت.

## زندگی‌نامه
در ۲۴ نوامبر ۱۹۶۶ در ایروان به دنیا آمد و از دانشگاه دولتی مسکو فارغ‌التحصیل شد. 